# Kodai no Kimi
Kodai no Kimi (小大君), aussi appelé Ōkimi, est une poétesse de waka et membre de la noblesse du milieu de l'époque de Heian. Elle est une des seules cinq femmes à figurer dans la liste des trente-six grands poètes.
Nombre de ses poèmes sont inclus dans les anthologies impériales japonaises de poésie, dont le Shūi Wakashū. Il y a un certain chevauchement entre sa collection personnelle Kodai no Kimishū (小大君集) et la collection personnelle d'Ono no Komachi.